# 大磽嶼
大磽嶼，又稱大磽礁，為台灣澎湖縣白沙鄉的一個島嶼，面積約0.0035平方公里。島嶼位置在目斗嶼北方約四公里處，以位於澎湖群島之極北點聞名。惟其為一沉水岩礁，依《聯合國海洋法公約》針對島嶼的定義，應不被列入澎湖90島嶼之中。
大磽嶼附近海域，為澎湖六天險「一磽、二吼、三西流、四鵝鼻頭、五潭門、六東吉」中，排名第一危險的急流海域，常發生船隻觸礁擱淺事件，故近年來於此島增設導航標誌燈，以確保船隻安全。